# Trattato con il Marocco (1836)
Il Trattato con il Marocco è stato firmato 16 settembre 1836 tra gli Stati Uniti d'America e lo "Stato barbaresco" del Marocco.
Fu presentato al Senato il 26 dicembre 1836 e ratificato dagli Stati Uniti il 28 gennaio 1837. Il trattato fu sottoscritto nell'ambito delle guerre barbaresche che coinvolgevano gli Stati Uniti e gli Stati barbareschi del Maghreb.